# Йохан VIII фон Залм-Райфершайд
Йохан VIII фон Залм-Райфершайд (на немски: Johann VIII von Salm-Reifferscheidt; * 25 юни 1488; † 26 март 1537) е граф на Залм и господар на Райфершайд, Дик, Алфтер и други.

## Произход
Той е син на граф Петер фон Залм-Райфершайд (ок. 1480 – 1505) и съругата му Регина фон Сайн (1461 – 1495), дъщеря на граф Герхард II фон Сайн. Внук е на граф Йохан VI фон Залм-Райфершайд († 1475).
От 1416 г. графството Нидерсалм се нарича Салм-Райфершайд.

## Фамилия
Йохан VIII се жени на 31 октомври 1505 г. за графиня Анна фон Хоя (* ок. 1490; † 17 август 1539), дъщеря на граф Ото VI фон Хоя и съпругата му Анна фон Липе, дъщеря на Бернхард VII фон Липе. Те имат две деца:
- Франц (* 4 октомври 1508; † 7 септември 1529)
- Йохан IX (* 1 януари 1513; † 31 октомври 1559), граф на Залм-Райфершайд, женен на 11 октомври 1538 г. в Хамбах за Елизабет фон Хенеберг-Шлойзинген (1517 –1577), дъщеря на Вилхелм IV фон Хенеберг-Шлойзинген и Анастасия фон Бранденбург, дъщеря на курфюрст Албрехт Ахилес.